# Celmisia
Celmisia é um género botânico pertencente à família Asteraceae.